# Lijst van voetbalinterlands Bahrein - Bangladesh
Deze lijst van voetbalinterlands is een overzicht van alle officiële voetbalwedstrijden tussen de nationale teams van Bahrein en Bangladesh. De landen hebben tot op heden twee keer tegen elkaar gespeeld. De eerste ontmoeting was op 1 september 1979 tijdens een vriendschappelijk toernooi in Seoel (Zuid-Korea). Het laatste duel, een kwalificatiewedstrijd voor de Azië Cup 2023, vond plaats in Kuala Lumpur (Maleisië) op 8 juni 2022.

## Wedstrijden
| № | Plaats       | Datum            | Competitie                 | Wedstrijd            | Uitslag |
| - | ------------ | ---------------- | -------------------------- | -------------------- | ------- |
| 1 | Seoel        | 1 september 1979 | Vriendschappelijk          | Bahrein – Bangladesh | 2 – 0   |
| 2 | Kuala Lumpur | 8 juni 2022      | Azië Cup 2023 kwalificatie | Bahrein – Bangladesh | 2 – 0   |

## Samenvatting
| Competitie            | Totaal gespeeld | Winst Bahrein | Gelijk | Winst Bangladesh | Doelsaldo Bahrein – Bangladesh |
| --------------------- | --------------- | ------------- | ------ | ---------------- | ------------------------------ |
| Azië Cup-kwalificatie | 1               | 1             | 0      | 0                | 2 − 0                          |
| Vriendschappelijk     | 1               | 1             | 0      | 0                | 2 − 0                          |
| Totaal                | 2               | 2             | 0      | 0                | 4 − 0                          |

Wedstrijden bepaald door strafschoppen worden, in lijn met de FIFA, als een gelijkspel gerekend.